# Michael Matheson

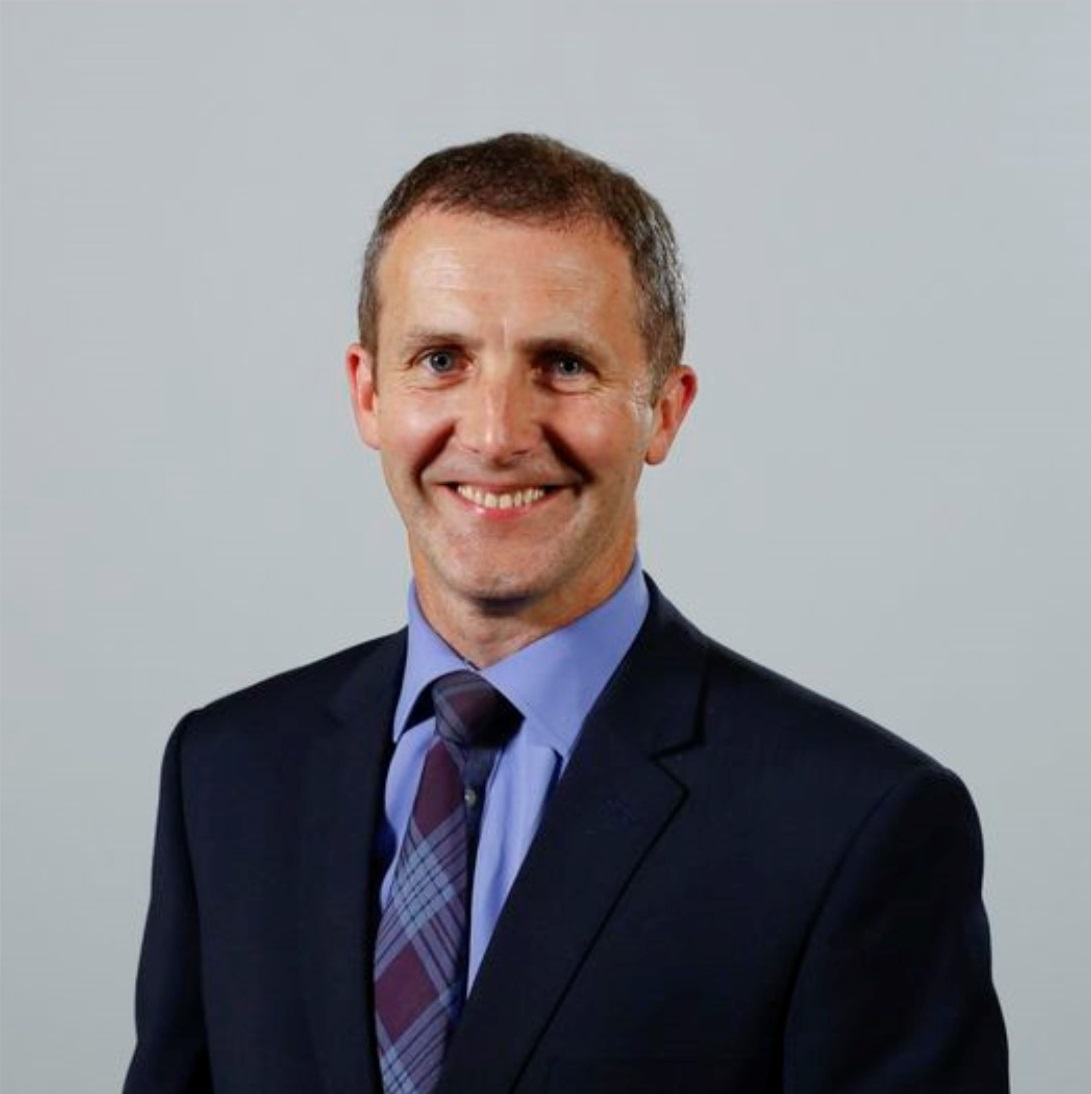
Michael Matheson

Michael Matheson (* 8. September 1970 in Glasgow) ist ein schottischer Politiker und Mitglied der Scottish National Party (SNP).

## Leben
Matheson besuchte die St John Bosco Secondary School in Glasgow und das Queen Margaret College, das er mit einem Bachelorabschluss in Ergotherapie verließ. An der Open University erlangte er zunächst einen Bachelorabschluss in angewandten Sozialwissenschaften und anschließend ein Diplom. Matheson ist verheiratet und Vater dreier Söhne.

## Politischer Werdegang
Erstmals trat Matheson zu den Unterhauswahlen 1997 zu nationalen Wahlen an. Er vertrat den Wahlkreis Hamilton North and Bellshill, unterlag jedoch John Reid, dem Kandidaten der Labour Party deutlich.
Bei den Schottischen Parlamentswahlen 1999 trat Matheson als Kandidat der SNP für den Wahlkreis Falkirk West an, konnte jedoch nach dem parteilosen Dennis Canavan und dem Labour-Kandidaten nur die dritthöchste Stimmenzahl für sich verbuchen. Auf Grund des Wahlergebnisses zog er allerdings als Abgesandter der Wahlregion Central Scotland über die Regionalliste in das neugeschaffene Schottische Parlament ein. Im SNP-Schattenkabinett dieser Legislaturperiode war Matheson als stellvertretender Staatssekretär für Justiz vorgesehen. Bei den folgenden Parlamentswahlen 2003 kandidierte Matheson abermals für Falkirk West. Er erhielt zwar deutlich weniger Stimmen als Dennis Canavan, konnte diesmal jedoch noch vor dem Labour-Kandidaten die zweithöchste Stimmenanzahl auf sich vereinen. Abermals erhielt Matheson aber über die Regionalliste einen Parlamentssitz. In einem neuen Schattenkabinett bekleidete Matheson zwischen September 2004 und 2006 die Position des Ministers für Kultur und Sport. Nachdem Dennis Canavan zu den Parlamentswahlen 2007 nicht mehr antrat, gelang es Matheson schließlich erstmals das Direktmandat des Wahlkreises zu erlangen, das er bei den Parlamentswahlen 2011 verteidigte. 2011 wurde Matheson zum Gesundheitsminister ernannt. Ab November 2014 war er als Justizminister eingesetzt. Mit Stimmgewinnen verteidigte Matheson sein Mandat bei den Wahlen 2016. In einer Kabinettsumbildung des Jahres 2018 wurde er Minister für Transport, Infrastruktur und Konnektivität. Im dritten Kabinett Sturgeon wurde sein Ressort als Minister im Jahr 2021 mit der Bezeichnung Net-Zero, Energie und Transport neu akzentuiert.
Im 2023 gebildeten Kabinett Yousaf wurde Matheson Minister für NHS-Wiederaufbau, Gesundheit und Sozialpflege.
Wegen einer Affaire wurde er im Jahr 2024 für 27 Sitzungstage vom Parlament ausgeschlossen und verlor sein Regierungsamt. Im März 2025 gab er bekannt, bei den schottischen Wahlen im Jahr 2026 nicht erneut zu kandidieren.

## Affäre
Wie im November 2023 bekannt wurde, hatte Matheson während eines Familienurlaubs in Marokko sein ihm als Abgeordneter offiziell zur Verfügung stehendes Mobiltelefon intensiv genutzt und es waren Roaminggebühren in Höhe von rund 11.000 Pfund angefallen. Obwohl First Minister Yousaf sich hinter ihn stellte und die Kosten als „legitim“ bezeichnete, erklärte Matheson, die Summe aus seiner Aufwandsentschädigung zurückzuzahlen.
Nach einer Woche öffentlicher Diskussion und parlamentarischer Behandlung der Sache räumte Matheson am 16. November ein, seine Söhne hätten das Gerät als Internetzugang genutzt, um Fußballspiele anzuschauen. Dies sei ihm bislang selbst nicht bekannt gewesen. Am 8. Februar 2024 gab er wegen der Affäre seinen Rücktritt bekannt.